# Chironex fleckeri
Havhveps betegner forskellige medlemmer af familien Chirodropidae, men især den farlige australske gople (Chironex fleckeri).
Chironex fleckeri bliver på størrelse med en fodbold og er næsten gennemsigtig, hvilket gør den endnu farligere for folk der svømmer i farvande hvor den opholder sig. Den har fire bundter med 15 tentakler besat med giftceller. Tentaklerne kan være tre meter lange og trækkes sammen til bare 15 cm når de svømmer. En Havhveps har nok gift i sig til at dræbe op til 60 voksne mennesker og kan potentielt dræbe på under ét minut, men de fleste stik er dog relativt milde (hvis fx et ben kun bliver brændt af en tentakel. Ved mere alvorlige stik er smerterne nærmest ubærlige. Dens giftceller består af små "pile", som udløses lynhurtigt af proteiner i huden på for eksempel mennesker eller fisk. Blot et tyndt lag af nylon, kan dog forhindre at "pilene" udløses, hvilket også er grunden til at man ser australske livreddere have specielle tynde dragter på, når de er på arbejde. Flasker med eddike er ofte placeret på prominente steder på Australske strande, da det har vist sig effektivt til at deaktivere de uaffyrede giftceller. Det hjælper dog ikke mod smerterne og lægehjælp skal altid søges hurtigst muligt.
I modsætning til andre Gopler opsøger Chironex fleckeri områder hvor der kan findes godt med føde. Disse gopler samles især ved flodmundinger efter kraftige regnskyl (hvor der følger mange potentielle byttedyr med i ferskvandet fra floderne). Det er konstateret at alle disse cube-gopler har øjne. Og måske kan de aktivt angribe deres byttedyr. De bevæger sig på en anden måde end de mere langsomme Klokke-gopler (meduzor) og kan muligvis nå en fart på 4 knob.
Havhvepsen findes langs de nordlige kyster i Australien og tilskrives her mindst 64 dødsfald siden 1883. Flere dør hvert år i Sydøstasien, men det er uklart om Havhvepsen er involveret i disse. Dette skyldes ikke mindst forvirring omkring dens præcise udbredelse uden for Australien, da den nære slægtning Chironex yamaguchii først blev beskrevet i 2009, og denne art er også ekstremt giftig. I Australien er Havhvepsen mest aktiv i månederne Oktober til Maj, men der har været rapporter om deres tilstedeværelse hele året rundt.
Havhvepsen har 4 øjne(grupper) som hver sidder på en "arm" som altid "falder" ned, så øjnene altid har den samme orientering uanset klokkens placering i vandet. Øjnene anvendes aktivt til at lokalisere mangrove-trækroner og svømme frem og tilbage langs kysten og mellem mangroverødderne.
Om natten er havhvepsen inaktiv og lader til at sove på kystbunden.
Havskildpadder er fuldstændigt immune mod den ellers dødelige gift, måske ikke mærkeligt med skildpaddernes hårde skal. Havskildpadder spiser gerne havhvepse.